# Ao Vivo na Igreja
Ao Vivo na Igreja é o primeiro álbum ao vivo, sendo o segundo de toda a carreira do cantor cristão brasileiro Marcus Salles. Foi gravado na igreja Projeto Vida Nova de Campo Grande durante dois dias.
A obra, produzida por Elivelton Horst em parceria com Marcus, tendo em suas características sonoras o canto congregacionalcom a música cristã contemporânea. O álbum recebeu elogios da crítica especializada e recebeu indicações ao Troféu Promessas.

## Faixas
| N.º | Título                        | Compositor(es)                              | Duração |  |
| 1.  | "Um só Dia"                   | Sérgio Cavalieri                            |         |  |
| 2.  | "Vem Senhor Jesus"            | Marcus Salles                               |         |  |
| 3.  | "Além do Normal"              | Marcos César, Renato César e Davi Fernandes |         |  |
| 4.  | "Igreja do Senhor" (intro)    | Marcus Salles                               |         |  |
| 5.  | "Igreja do Senhor"            | Marcus Salles                               |         |  |
| 6.  | "Ministração"                 | Marcus Salles                               |         |  |
| 7.  | "Não há Evangelho sem Cruz"   | Marcus Salles e Monique Betta de Salles     |         |  |
| 8.  | "Nosso Deus"                  | Chris Tomlin                                |         |  |
| 9.  | "Aviva-nos"                   |                                             |         |  |
| 10. | "Ministração"                 |                                             |         |  |
| 11. | "Eu já me Decidi"             | Marcus Salles                               |         |  |
| 12. | "Espírito Santo Meu Amigo"    | Marcus Salles                               |         |  |
| 13. | "Todos Juntos"                | Marcus Salles                               |         |  |
| 14. | "Todos Juntos" (instrumental) | Marcus Salles                               |         |  |
| 15. | "Eu Navegarei"                | Azmaveth C. Silva                           |         |  |
| 16. | "Rei Meu"                     | Marcus Salles                               |         |  |